# 1993년 시카고 영화 비평가 협회상
제6회 시카고 비평가 협회상은 1993년에 열린 시상식이다.

## 수상 및 후보

### 작품상
- 쉰들러 리스트 - 스티븐 스필버그 수상

### 감독상
- 쉰들러 리스트 - 스티븐 스필버그 수상

### 남우주연상
- 쉰들러 리스트 - 리암 니슨 수상

### 여우주연상
- 피아노 - 홀리 헌터 수상

### 남우조연상
- 쉰들러 리스트 - 랄프 파인즈 수상

### 여우조연상
- 위대한 승부 - 조안 알렌 수상

### 각본상
- 쉰들러 리스트 - 스티븐 자일리언 수상

### 외국어영화상
- 피아노 - 제인 캠피온 수상

### 촬영상
- 쉰들러 리스트 - 야누즈 카민스키 수상

### 음악상
- 피아노 - 마이클 니만 수상

### 유망남우상
- 길버트 그레이프 - 레오나르도 디카프리오 수상

### 유망여우상
- 루비 인 파라다이스 - 애슐리 쥬드 수상